# Sporrviol
Sporrviol (Viola calcarata) är en art i familjen violväxter som förekommer i Jurabergen, Alperna, Apenninerna och på västra Balkan. Arten odlas som trädgårdsväxt i Sverige.

## Underarter
Arten är mångformig och ett flertal underarter kan urskiljas:
- subsp. calcarata - förekommer i Jura, västra Alperna, Tyrolen och delar av östra Alperna.
- subsp. cavillieri - förekommer i de södra delarna av västra Alperna och Apenninerna.
- subsp. villarsiana - är endemisk i västra Alperna.
- subsp. zoysii - förekommer i sydöstra Alperna och Dinariska alperna. Den har relativt små gula blommor.

## Synonymer
subsp. calcarata
Mnemion calcaratum (L.) Spach
Mnemion grandiflorum (L.) Spach
Viola alpina Salisb.  nom. illeg.
Viola calcarata subsp. grandiflora (L.) Nyman
Viola calcarata var. flava Gren. & Godr.
Viola calcarata var. grandiflora (L.) Rouy & Foucaud
Viola calcarata var. halleri Ging.
Viola calcarata var. longipes Rouy & Foucaud
Viola calcarata var. rosularis Rouy & Foucaud
Viola calcarata var. rotundifolia Rouy & Foucaud
Viola decumbens Moench
Viola gracilis Sm.
Viola grandiflora L.
Viola tricolor subsp. grandiflora (L.) Berher
subsp. cavillieri (W.Becker) Negodi
Viola cavillieri W.Becker
subsp. villarsiana (Roem. & Schult.) Merxm. 
Viola villarsiana Roem. & Schult.
subsp. zoysii (Wulfén) Merxm. 
Viola zoysii Wulfén